# Friedrich Ludwig von Moltke
Graf Friedrich Ludwig von Moltke (* 27. März 1745 in Nygaard, Damsholte Sogn auf Møn; † 22. Januar 1824 in Altona) war ein dänischer Adliger deutscher Abstammung und letzter Domdechant des Hochstifts Lübeck.

## Leben
Friedrich Ludwig von Moltke stammte aus dem dänischen Zweig des ursprünglich mecklenburgischen Adelsgeschlechts von Moltke. Er war der vierte Sohn des 1750 in den dänischen Grafenstand erhobenen Adam Gottlob von Moltke. Ab Mai 1760 studierte er Rechtswissenschaften an der Universität Leipzig. 1761 nahm er Privatissimum-Stunden bei Christian Fürchtegott Gellert und wurde Teil eines kleinen Zirkels von Studenten, für die Gellert im Haus seines Bruders Tischgesellschaften hielt. Zu seinem Geburtstag 1762 schrieb ihm Gellert ein Gelegenheitsgedicht, dessen Abschrift sich in der Bibliothek der Sorø Akademi erhalten hat und in dem er ihn mit Hans Moritz von Brühl vergleicht. Nach Abschluss seiner Studien 1763 unternahm Moltke mit seinem Hofmeister Johann Nicolaus Meinhard eine Grand Tour durch Deutschland, Italien, Frankreich und Holland bis zurück nach Dänemark. In Rom traf er dabei im Dezember 1763 Johann Joachim Winckelmann, in Kopenhagen Friedrich Gottlieb Klopstock.
Schon 1756 war er zum Hofjunker am dänischen Hof und 1757 zum Kammerjunker ernannt worden. Ebenfalls 1756 hatte er eine Domherrenstelle am Lübecker Dom erhalten. Nun wurde er 1764 Kammerherr und zunächst Auskultant an der Deutschen Kanzlei. 1771 trat er seine Residenz als Domherr in Lübeck an und vertrat zugleich ab 1774 den königlich dänischen Hof am Eutiner Hof des Fürstbischofs von Lübeck und Herzogs von Oldenburg. Vor 1794 wurde er Domdechant des Hochstifts. Bei der Säkularisation des Hochstifts im Reichsdeputationshauptschluss 1803 behielt er seine Privilegien und Einkünfte auf Lebenszeit. In den Wirren der Lübecker Franzosenzeit zog er 1812 in das dänische Altona und blieb hier bis an sein Lebensende.
1778 heiratete er Sophie Agnes, geb. Gräfin von Luckner (* 11. Oktober 1759; † 19. März 1847), die Tochter des Marschalls von Frankreich Nikolaus von Luckner. Das Paar hatte zwei Töchter: Adamine, die 1805 den Domherrn und Landrat Georg Conrad von Wedderkop heiratete, und Sophie (1783–1834), die 1800 in Genin ihren Cousin, den mecklenburgischen Erblandmarschall Ferdinand von Maltzan heiratete.

## Wirken
Friedrich Ludwig von Moltke, dessen umfassende Bildung ihm den Beinamen den lærde Moltke (der gelehrte Moltke) einbrachte, unterstützte zahlreiche Dichter und Künstler, darunter Matthias Claudius, der ihm 1764 seine Tändeleyen und Erzählungen widmete. Zwei Dankesbriefe Winckelmanns an Moltke für Buchgeschenke von seiner Grand Tour und für die Abnahme von zehn Exemplaren von Winckelmanns Monumenti antichi übergab Moltkes Witwe an das Christianeum in Altona. Von Moltkes eigenen dichterischen Versuchen erlangte sein neulateinisches Gedicht in Form einer klassischen Grabstein-Inschrift auf Klopstock weite Verbreitung und wurde auch ins Deutsche übersetzt.
Friedrich Ludwig von Moltke war Mitglied zahlreicher gelehrter Gesellschaften. 1772 gehörte er zu den Mitbegründern der Lübecker Freimaurer-Loge Zum Füllhorn und war von 1794 bis 1798, 1800 bis 1803 und 1806 bis 1812 ihr Meister vom Stuhl. Eine von ihm 1810 gestiftete Bundeshalle für Brüder und Schwestern wurde nach seinem Weggang nicht fortgeführt.

## Auszeichnungen
- 1770 Ordre de l’union parfaite
- 21. Oktober 1774 Ritter des Dannebrogordens
- 1808 Titel Geheimer Konferenzrat

## Werke
- Breve om overdaadighed og dens skadelige fölger i en stat'. Trykt hos Ludolph Henrich Lillie, Kiöbenhavn [1758]
 (Deutsch) Briefe von der Verschwendung und ihren schädlichen Folgen in einem Staate. Friedrich Christian Pelt, Kopenhagen / Leipzig 1759.
- Aram D. M. F. G. Klopstock statuit, pvblicas desiderii et pietatis notas incisit F. L. Moltke, Ven. Cap. Lubec. fata dum sivere, Decanus / Latentem lvce frvi cvravit C. Reinhard. Hammerich, Altonae 1815
 (Deutsch): Altar. Den Manen F. G. Klopstock’s errichtet von Friedrich Ludwig Grafen von Moltke, Dom – Dechanten zu Lübeck, Königlich Dänischem geheimen Conferenz – Rathe, Grofskreuze des Danebrog – Ordens, mehrerer gelehrten Gesellschaften Mitglieder Aus dem Lateinischen übersetzt von Karl Reinhard. Altona 1818
 Klopstock’s Manen Geweiht: Lapidar-Inschrift; Lateinisch, Deutsch. Göschen, Leipzig 1819
- (unter dem Pseudonym J.M.): Character des Maurerbundes. [Altona] 1822